# Ærøskøbing Sogn
Ærøskøbing Sogn er et sogn i Langeland-Ærø Provsti (Fyens Stift).
Ærøskøbing Sogn lå i Ærøskøbing Købstad. Den hørte geografisk til Ærø Herred i Svendborg Amt. I 1966 dannede Ærøskøbing Købstad kernen i Vest-Ærø Kommune, som ved kommunalreformen i 1970 skiftede navn til Ærøskøbing Kommune. I 2006 – 1 år før strukturreformen i 2007 – indgik den i Ærø Kommune.
I Ærøskøbing Sogn ligger Ærøskøbing Kirke.
I sognet findes følgende autoriserede stednavne:
- Dejrø (areal)
- Købingsmark (bebyggelse)
- Lilleø (areal)
- Tivoli (bebyggelse)
- Urehoved (bebyggelse)
- Vrå (bebyggelse)
- Ærøskøbing (bebyggelse, ejerlav)